# Seigō Takei
Seigō Takei (japanisch 武井 成豪 Takei Seigō; * 15. April 1998 in Saitama, Präfektur Saitama) ist ein japanischer Fußballspieler.

## Karriere
Seigō Takei erlernte das Fußballspielen in der Schulmannschaft der Tokai Univ. Takanawadai High School sowie in der Universitätsmannschaft der Tōkai-Universität. Seinen ersten Profivertrag unterschrieb er am 12. Februar 2021 beim FC Imabari. Der Verein aus Imabari, einer Stadt in der Präfektur Ehime, spielte in der dritten japanischen Liga, der J3 League. Sein Drittligadebüt gab Seigō Takei am 14. März 2021 (1. Spieltag) im Heimspiel gegen Roasso Kumamoto. Hier wurde er in der 55. Minute für Yūichi Komano eingewechselt. Sein erstes Drittligator schoss er am 28. März 2021 im Heimspiel gegen Gainare Tottori. Hier traf er in der 74. Minute zum 2:0 Endstand. Nach 48 Ligaspielen verließ er den Verein und schloss sich im Januar 2024 dem ebenfalls in der dritten Liga spielenden FC Osaka an.